# Por Arriesgarnos
"Por Arriesgarnos" je pjesma američke R&B pjevačice Jennifer Lopez s njenog petog studijskog albuma Como Ama una Mujer, objavljena 28. siječnja 2008. kao treći i posljednji singl s istog. Pjesmu su napisali Estéfano i Julio Reyes, koji su ujedno i producenti pjesme. U pjesmi gostuje tadašnji Lopezin suprug Marc Anthony, a "Por Arriesgarnos" je njihov treći duet: prvi je bila pjesma "No Me Ames", a drugi "Escapémonos!". Pjesma je korištena u jednoj do epizoda Lopezine miniserije Como Ama una Mujer.

## Videospot
Spot za pjesmu snimljen je 2008. godine pod redateljskom palicom Kevina Meléndeza. U videu su prikazane scene s koncerata koje su Lopez i Anthony održali tijekom njihove turneje Juntos en Concierto. Premijera spota bila je 5. prosinca 2007. na Primer Impactou.